# Vyšná Jedľová

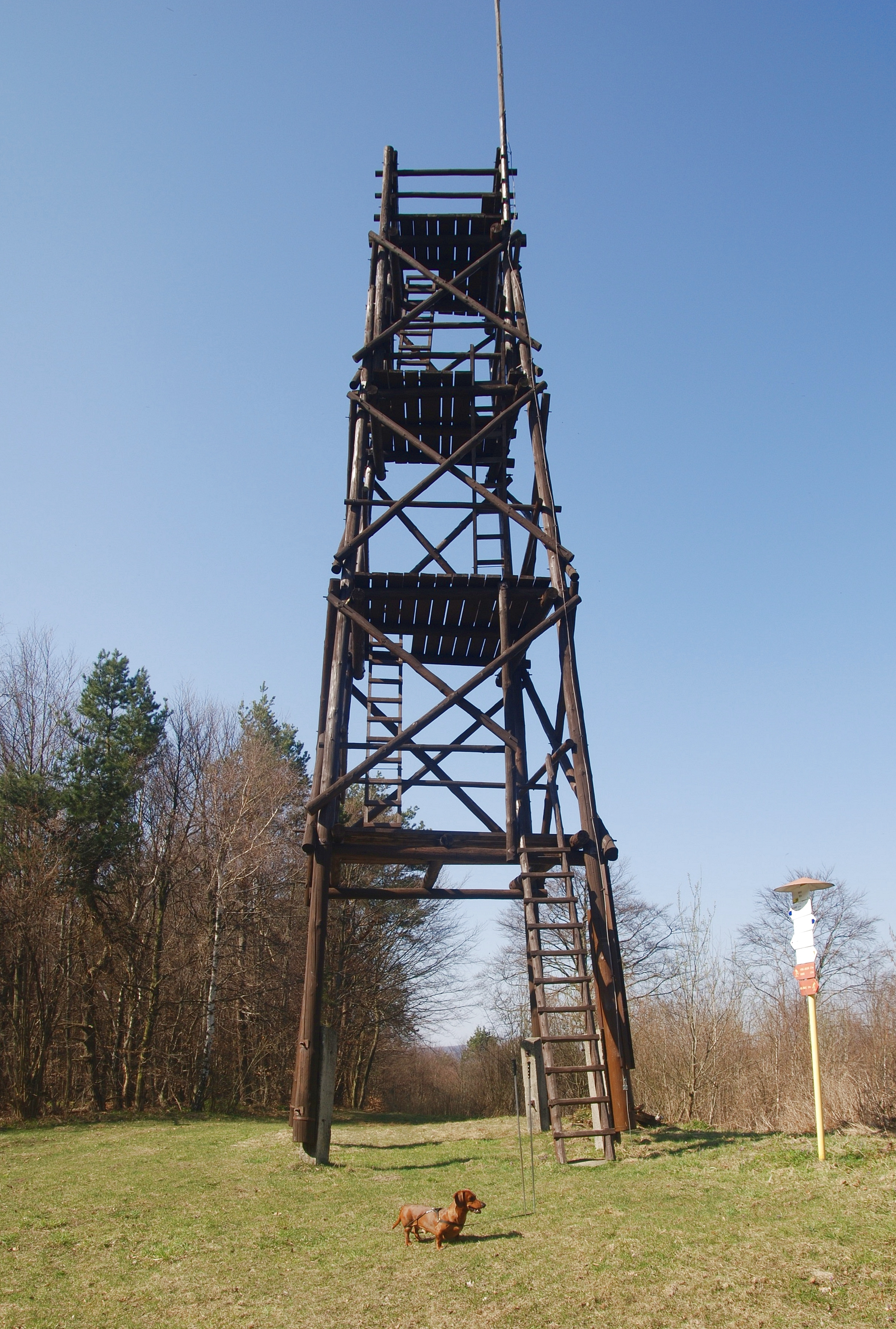
Wieża widokowa na Rohuľi

Vyšná Jedľová – wieś (obec) na Słowacji w kraju preszowskim, powiecie Svidník.
Vyšná Jedľová położona jest w historycznym kraju Szarysz na szlaku handlowym z Węgier do Polski. Pierwsze wzmianki o wsi pochodzą z roku 1572.